# 摩根·里泽
摩根·里泽（英語：Morgan Reeser，1962年11月14日—），美国男子帆船运动员。他曾代表美国参加1992年和1996年夏季奥林匹克运动会帆船比赛，其中1992年夏季奥运会获得一枚银牌。